# Deborah Schneidermann
Deborah Mary Schneidermann (* 2003) ist eine deutsche Schauspielerin.

## Leben
Schneidermann wuchs bilingual auf: Neben Deutsch spricht sie auch Russisch als Muttersprache.
Erste schauspielerische Erfahrungen sammelte Schneidermann im Jahr 2012, als sie in dem Fernsehfilm Bissige Hunde und einer Folge der Fernsehserie SOKO Leipzig mitwirkte. In den nächsten Jahren folgten Besetzungen in Kurzfilmen, Auftritte in einzelnen Episoden verschiedener Fernsehserien und mit Bibi & Tina: Voll verhext! eine Mitwirkung in einem Kinofilm im Jahr 2014. Von 2016 bis 2019 verkörperte sie in der Fernsehserie Tierärztin Dr. Mertens die Rolle der Luisa Mertens, die Pflegetochter/Adoptivtochter der Protagonistin. Von 2018 bis 2019 war sie in der Fernsehserie Beck is back! als Lena Beck zu sehen.

## Filmografie (Auswahl)
- 2012: Bissige Hunde (Fernsehfilm)
- 2012: SOKO Leipzig (Fernsehserie, Episode 12x03)
- 2013: Zeugin der Toten (Fernsehfilm)
- 2013: Sunny (Kurzfilm)
- 2013: Heiter bis tödlich: Hauptstadtrevier (Fernsehserie, Episode 2x11)
- 2014: Familie Dr. Kleist (Fernsehserie, Episode 5x10)
- 2014: Bibi & Tina: Voll verhext!
- 2016–2019: Tierärztin Dr. Mertens (Fernsehserie, 26 Episoden)
- 2016–2018: Letzte Spur Berlin (Fernsehserie, 3 Episoden)
- 2018: Asphaltgorillas
- 2018–2019: Beck is back! (Fernsehserie)